# Заакакур’я
Заакакур’я (рос. Заакакурье) — присілок в Мезенському районі Архангельської області Російської Федерації.
Населення становить 73 особи. Органом місцевого самоврядування до 2021 року Мезенське муніципальне утворення.

## Історія
Від 1937 року належить до Архангельської області.
Від 2004 року належить до муніципального утворення Мезенське муніципальне утворення.

## Населення
| 2002 | 2010 | 2012 |
| ---- | ---- | ---- |
| 103  | ↘83  | ↘73  |